# Кьюретон, Джейми
Дже́йми Кью́ретон (англ. Jamie Cureton; род. 28 августа 1975 года в Бристоле, Англия) — английский футболист, нападающий, играющий тренер клуба «Энфилд».

## Карьера
Воспитанник футбольной академии «Норвич Сити». В 1993—1996 гг. выступал за основную команду «Норвич Сити», в 1995 году отдавался в аренду в «Борнмут». В 1996 году Кьюретон был продан в «Бристоль Роверс», где за 4 года сыграл 176 матчей и забил 72 мяча. В 2000 году Кьюретон перешёл в «Рединг», где закрепился в основе и сыграл более 100 матчей. В 2003 году Кьюретон перешёл в южнокорейский «Пусан Ай Конс», где провёл 21 матч и забил 4 мяча. В 2004 году вернулся на родину, играл за «Куинз Парк Рейнджерс», затем за «Суиндон Таун». Затем был продан в «Колчестер Юнайтед», где сыграл около 50 матчей и стал лучшим бомбардиром Чемпионшипа 2006/2007. 29 июня 2007 года вернулся в «Норвич Сити». Затем отдавался в аренду в «Барнсли» и «Шрусбери Таун».
28 июля 2014 года в качестве свободного агента перешёл в «Дагенем энд Редбридж».